# Johann August Wilhelm Frantz
Johann August Wilhelm Frantz (* 13. März 1769 in Neuhaldensleben; † 15. Dezember 1852 in Halle) war ein preußischer und westphälischer Beamter.

## Leben
Frantz wurde als Sohn eines Oberzolleinnehmers in Neuhaldensleben geboren und besuchte mit Unterstützung seines Vaters 1784 die Klosterschule Unser Lieben Frau in Magdeburg. Er begeisterte sich früh für Wissenschaften und schrieb sich 1787 an der Universität Halle ein. Auf Wunsch seines Vaters studierte er Jurisprudenz, er selbst neigte jedoch mehr zur Kameralistik. Er hörte beim Professor für Recht, Rechtsgeschichte und -philosophie Daniel Nettelbladt, zu dessen Schülern auch die Verfasser des Allgemeinen Preußischen Landrechts von 1794 Ernst Ferdinand Klein und Carl Gottlieb Svarez gehörten. Nach dem Abschluss des juristischen Examens hatte er eine Stelle als Auditeur beim Justizamt Wolmirstedt in Aussicht und besuchte Anfang der 1790er Jahre zwei Jahre lang die Amtssitzungen, um praktische Erfahrungen zu sammeln.
Die Hoffnungen auf eine vakante Stelle im Justizamt wurden Frantz im Frühjahr 1793 genommen, sodass er sich umorientierte und mit seiner Ausbildung in den preußischen Verwaltungsdienst ging. Frantz wurde Referendar bei der Kriegs- und Domänenkammer in Magdeburg und war bei der Chausseebaukommission der Kammer tätig, um Gelder für den Streckenbau der Chaussee Magdeburg-Halle-Leipzig an Einwohner im Saalekreis weiterzuleiten, die durch die teils sehr aufwendige Anlage hinsichtlich entschädigt werden mussten. Das Große Examen durfte er im März 1795 ablegen. Die Kammer bescheinigte ihm umfassende Kenntnisse über Abgabenleistungen, Fabriken und Polizei, sowie Geschick und Fleiß. Am 30. Mai 1795 wurde er vor dem Minister Otto von Voß geprüft und 1801 als Kriegs- und Domänenrat in Magdeburg angestellt. Zusätzlich wurde er Präsident der Chausseebaukommission für den Saalekreis. Den Ämtern stand er bis Ende 1806 vor.
Mit der Abtretung der Gebiete links der Elbe, wozu Preußen 1807 durch den Frieden von Tilsit nach dem Napoleonischen Sieg bei der Doppelschlacht von Jena-Auerstedt gezwungen worden war, wechselte Frantz wie auch das gesamte Personal der Magdeburger Kammer in den Westphälischen Staatsdienst. Frantz wurde Unterpräfekt des Distrikts Halle im Departement der Saale, wo er bereits vorher schon tätig gewesen war und im Oktober 1808 nach der Beförderung Friedrich von Hövels zum Staatsrat wurde er Präfekt des Leinedepartements in Göttingen. In Göttingen setzte sich Frantz u. a. für den Erhalt der Universität Göttingen ein. Mit der Gründung des Allerdepartements im September 1810 wurde er nach der Entlassung des dort eingesetzten Georg von Schele auf den freien Posten des Präfekten von Hannover gesetzt. Ob durch den ohnehin höheren Aufmerksamkeitsfokus auf die Hannoveraner Präfektur oder, wie Thimme darstellte, durch Denunziationen einzelner Militärs,- auf diesem Posten wurde er ab 1812 von der Hohen Polizei bespitzelt. Trotzdem blieb er bis zum Ende des Königreichs Westphalen im November 1813 in dieser Funktion.
Frantz war seit 1802 einmal verheiratet mit der Tochter eines Amtmannes und Pächters Bartel. Nach dem Ende seiner Westphälischen Amtszeit kaufte er sich ein Gut bei Passendorf, heute ein Ortsteil der Stadt Halle an der Saale, wo er 1852 auch starb.